# 蘇珊娜·海伍德
白廳的海伍德男爵夫人蘇珊娜·伊利沙伯·海伍德，CBE（英語：Suzanne Elizabeth Heywood, Baroness Heywood of Whitehall，1969年2月25日—），本姓庫克（英語：Cook)，是一名英國高管與前公務員。為前任英國內閣秘書海伍德勳爵的妻子。現時為EXOR公司營運總監。
1976年，在蘇珊納7歲時，她的爸爸購置了航海船隻帶著全家從英國啟航開始環遊世界。但是原本計劃三年的旅行最後變成了十年，所以蘇珊納的童年是在海上度過的。雖然蘇珊納環遊了大半個地球，但是長期的海上漂游導致她無法接受正規教育和與同齡人社交。後來她依靠自學，最終得到了上大學的機會。2023年，蘇珊納將這一段經歷寫成了回憶錄《浪行者：自由翱翔》。

## 早年經歷
蘇珊納·庫克出生於英格蘭修咸頓的一個教師家庭中。她的父親庫克後來賣掉家族產業，購置了一條名為「浪行者」的雙桅縱帆船，帶著全家開啟了一次長達十年的遠洋航行，起初，航線仿照了庫克船長最後一次遠洋航線的路線。之後，伴隨著時間流逝，原本計畫三年的航行變成了十年。而海上的生活也風險重重，1977年，船隻航行至非洲和澳大利亞之間時遭遇了一次風暴，船隻幾乎被摧毀。這起事故導致蘇珊娜的頭部受傷，年幼的她接受了七次外科手術才得以恢復，而她的家人只受了輕傷。蘇珊娜的父親是當時唯一站在甲板上的，風暴來臨後，他掉到了海中，最終依靠救生圈獲救。